# Жигмунд Батори
Жигмунд Батори или Сигисмунд Батори (мађарски: Báthory Zsigmond; 1573—27. март 1613) је био кнез Трансилваније (Ердеља) у више наврата, између 1586. године и 1602. године.

## Биографија
Жигмунд је био син Кристофера, трансилванијског кнеза, и Елизабете Бочкај. Нећак је Стефана Баторија. Изабран је за трансилванијског кнеза још током очевог живота. Како је у тренутку очеве смрти (1581) био малолетан, државом је управљало намесништво. Преузео је власт 1588. године. По савету свог миљеника, Алфонса Карила, удаљио се од дотадашње традиционалне политике трансилванијских кнежева ослањања на Порту као противтежа хабзбуршком утицају. Ушао је у савез хришћанских владара против Турака. Успешно се борио против Турака. Наследио је војничке вештине свога стрица, а његове победе одушевиле су хришћанску Европу. Године 1595. покорио је Валакију и уништио војску Синан-паше у бици код Ђурђа (вођена у склопу Дугог рата). Пресудни догађај у његовој каријери јесте развод од аустријске надвојвоткиње Марије Кристине Аустријске (1599), након чега је присиљен на абдикацију. Том приликом понудио је свој престо светоримском цару Рудолфу у замену за војводство Опелн. Следеће године је на челу пољско-козачке војске покушао да поврати свој престо, али је поражен од стране великог молдавског кнеза Михаја Храброг у бици код Горожлоа. Умро је у Прагу 1613. године, где се склонио након новог пораза од Михаја.